# Eppan an der Weinstraße
Eppan an der Weinstraße (tyskt uttal: [ˈɛpan an deːɐ̯ ˈvaɪnˌʃtraːsɛ], italienska: Appiano sulla Strada del Vino [apˈpjaːno sulla ˈstraːda del ˈviːno], ofta förkortat: Eppan respektive Appiano) är en kommun i provinsen Sydtyrolen i regionen Trentino-Sydtyrolen i norra Italien. Den är belägen cirka 8 kilomter sydväst om Bolzano. Huvudort är St. Michael. Kommunen har 15 002 invånare (2024), på en yta av 59,45 km². Enligt 2024 års folkräkning talar 84,17 % av befolkningen tyska, 15,36 % italienska och 0,47 % ladinska som modersmål.

## Orter
Orter (località) i kommunen Eppan an der Weinstraße med fler än 20 invånare (inom parentes invånarantal 2021):

- Girlan/Cornaiano (1 704)
- Frangart/Frangarto (651)
- Missian/Missiano (282)
- Montiggl/Monticolo (67)
- St. Michael/San Michele (6 931)
- St. Pauls/San Paolo (1 694)
- Marklhof/Belvedere (257)
- Schreckbichl/Colterenzio (116)
- Berg/Monte (190)
- Platzl/Piazzetta (59)
- Unterrain/Riva di Sotto (56)
- Steinegger (65)
- Perdonig/Predonico (70)
- Kreuzweg/Crocevia (37)